# マッツァーノ・ロマーノ
マッツァーノ・ロマーノ（伊: Mazzano Romano）は、イタリア共和国ラツィオ州ローマ県にある、人口約2,900人の基礎自治体（コムーネ）。

## 地理

### 位置・広がり
ローマ県北部のコムーネ。

#### 隣接コムーネ
隣接するコムーネは以下の通り。括弧内のVTはヴィテルボ県所属を示す。
- カルカータ (VT)
- カンパニャーノ・ディ・ローマ
- カステル・サンテリーア (VT)
- ファレーリア (VT)
- マリアーノ・ロマーノ
- ネーピ (VT)

### 気候分類・地震分類
マッツァーノ・ロマーノにおけるイタリアの気候分類 (it) および度日は、zona D, 1649 GGである。
また、イタリアの地震リスク階級 (it) では、zona 3A (sismicità bassa) に分類される。